# 小行星9246
小行星9246（英語：9246 Niemeyer）是一颗围绕太阳公转的小行星。1998年4月25日，艾瑞克·怀特·埃尔斯特在拉西拉天文台发现了此天体。
这颗小行星的绝对星等为230.4352175534619等。